# أسورا: مدينة الجنون
أسورا: مدينة الجنون (아수라) فيلم أكشن وجريمة كوري جنوبي من إخراج كيم سونغ سو.

## القصة
المحقق هان دو كيونج يضحي من أجل زوجته المريضة بمرحلة متأخرة من السرطان ويُقدم على فعل ما كان ليقوم به يوماً، ولكن لسوء حظه يتم الإمساك به ويحاول أن يعتقل سونج باي تحت ضغط من الادعاء.

## روابط خارجية
- أسورا: مدينة الجنون على موقع IMDb (الإنجليزية)
- أسورا: مدينة الجنون على موقع ميتاكريتيك (الإنجليزية)
- أسورا: مدينة الجنون على موقع روتن توميتوز (الإنجليزية)
- أسورا: مدينة الجنون على موقع نتفليكس (الإنجليزية)
- أسورا: مدينة الجنون على موقع ألو سيني (الفرنسية)
- أسورا: مدينة الجنون على موقع أول موفي (الإنجليزية)
- أسورا: مدينة الجنون على موقع بوكس أوفيس موجو (الإنجليزية)
- أسورا: مدينة الجنون على موقع فيلمافينيتي (الإسبانية)
- أسورا: مدينة الجنون على موقع قاعدة بيانات الفيلم (الإنجليزية)
- أسورا: مدينة الجنون على موقع ليتربوكسد (الإنجليزية)